# 올라프 2세 (노르웨이)

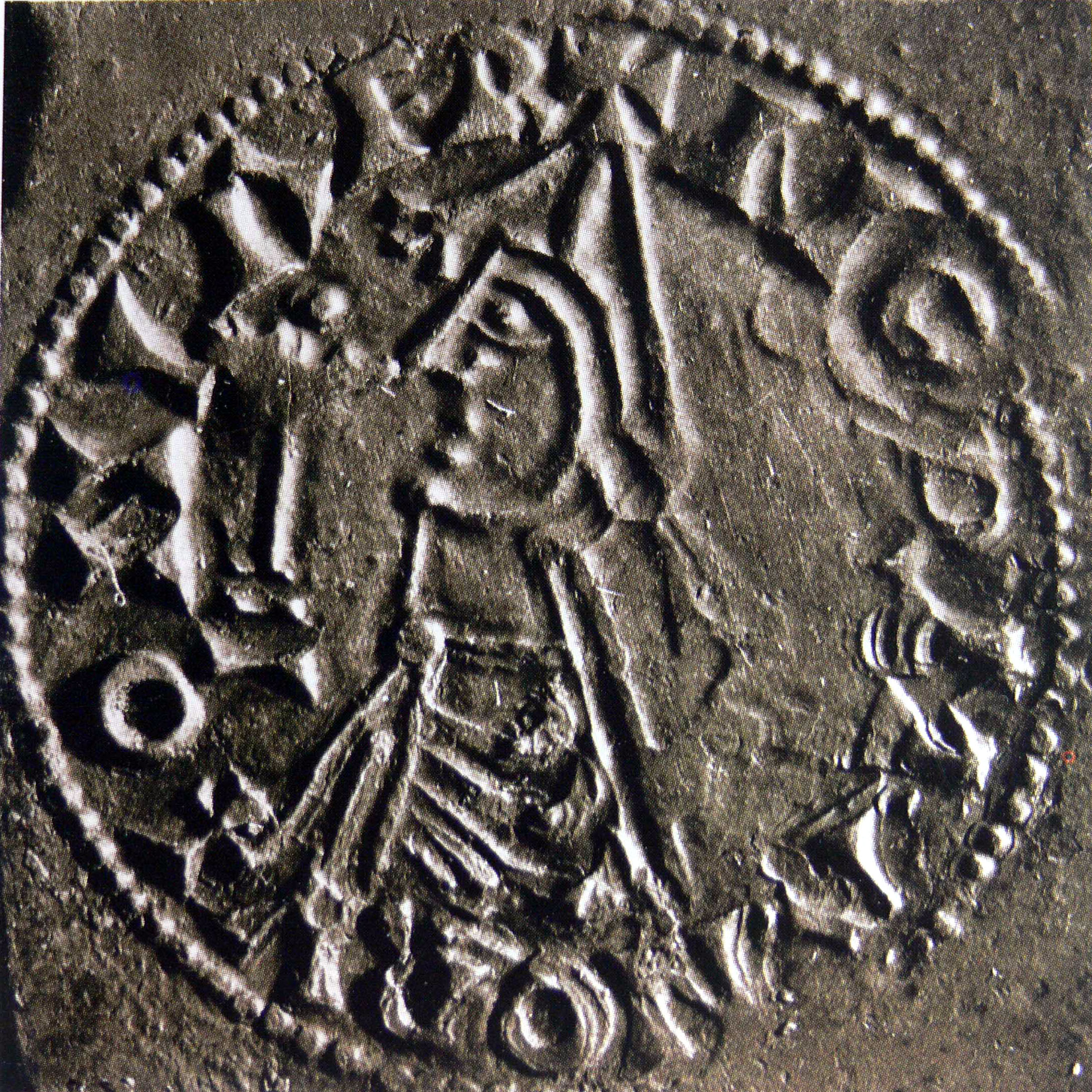
올라프 2세 시대에 발행된 동전

올라프 2세(노르웨이어: Olaf II, 995년 ~ 1030년 7월 29일) 또는 올라프 하랄손(노르웨이어: Olaf Haraldsson)은 노르웨이의 국왕(재위: 1015년 ~ 1028년)이다.
기독교를 받아들이고 사후에는 니다로스(현재의 트론헤임) 주교 그림켈에게 노르웨이의 영원왕이라는 칭호로 시성되어 "올라프 성왕"이라는 뜻의 "올라프 헬가"(고대 노르드어: Olaf helga, 노르웨이어: Olav Hellige 올라프 헬리게[*])라는 별명으로 불리게 되었다.
올라프의 시성은 1164년 교황 알렉산데르 3세에 의해 공인되어 올라프는 천주교 전체의 보편 성인이 되었다. 동방 정교회에서도 그를 성인으로 시성했다. 올라프 성왕의 무덤은 니다로스에 있다고만 하지 그 정확한 위치는 1568년 이후로는 알 수 없는데, 1530년대 개신교의 성상 파괴 운동이 그 원인이다. 노르웨이의 국장에 그려진 도끼는 올라프 성왕을 상징하는 것이며, 축일은 7월 29일이다.
현대의 역사학자들은 대개 올라프는 사실 폭력적이고 잔인한 왕이었으며, 옛날의 학자들이 이러한 점을 의도적으로 무시했다고 보고 있다. 올라프는 1030년 7월 29일 스티클레스타드 전투에서 죽었다.
| 전임 스베인 튜구스케그 | 제9대 노르웨이 국왕 1015년 - 1030년 | 후임 크누트 대왕 |